# Verlaten plaats na verkeersongeval (Nederland)
Verlaten plaats na verkeersongeval, ook wel doorrijden na een aanrijding of vluchtmisdrijf, is een strafbaar feit in Nederland. Het misdrijf staat vermeld in artikel 7 van de Wegenverkeerswet 1994. De wet zegt dat ieder die betrokken is bij een verkeersongeval de locatie niet mag verlaten zonder zichzelf (en indien van toepassing zijn of haar motorvoertuig) behoorlijk te identificeren. De wet maakt hierbij geen onderscheid of er wel of geen lichamelijk letsel is of alleen materiële schade. Wel is het altijd verboden de plaats van het ongeval te verlaten als men weet (of moet vermoeden) dat daardoor een slachtoffer in hulpeloze toestand wordt achtergelaten (art 7 lid 1 onderdeel b WVW).
Mocht een betrokkene de plaats van het ongeval toch verlaten hebben zonder zich te identificeren, en meldt de betrokkene zich alsnog binnen 12 uur vrijwillig (uit eigen beweging) bij de politie, dan wordt geen strafvervolging ingesteld op basis van artikel 7 lid 1, aanhef en onderdeel a. Dit geldt dus niet wanneer bij het verlaten van de plaats van het ongeval een slachtoffer in hulpeloze toestand werd achtergelaten (artikel 7 lid 1 onderdeel b).
Slachtoffers van het strafbare feit kunnen aangifte doen bij de politie, ook al is er alleen lichte blikschade. Hierna kunnen slachtoffers aanspraak maken op het Waarborgfonds Motorverkeer.

## Achtergrond
De achtergrond van artikel 7 van de Wegenverkeerswet is dat enerzijds slachtoffers moeten kunnen weten wie betrokken was bij het ongeval om iemand civiel aansprakelijk te kunnen stellen voor de geleden schade, en anderzijds het onwenselijk is dat een gewond slachtoffer in hulpeloze toestand wordt achtergelaten.

## Straf
Afhankelijk van de schade en het letsel na een verkeersongeval variëren de straffen voor het verlaten van de plaats na verkeersongeval van een geldboete, werkstraf, ontzegging van de rijbevoegdheid, tot een gevangenisstraf. Strafverzwarende omstandigheden kunnen er zijn in het geval van (meermalen) recidive of indien tevens sprake is van overtreding van artikel 6 WVW (het veroorzaken van een ernstig ongeval). Het betreft dan onder meer alcoholgebruik en een aanmerkelijke tot zeer hoge mate van schuld aan het ongeval.

## Statistieken
In 2017 is er 46.000 keer aangifte gedaan van 'Verlaten plaats na verkeersongeval'. Bij 44.800 van deze incidenten was er alleen sprake van materiële schade en bij 1.200 gevallen was er sprake van letsel.
Volgens het Waarborgfonds is er een constante lijn te zien in het aantal aangiften van doorrijden na een aanrijding. Het Waarborgfonds meent dat dit komt door de mentaliteit in de maatschappij van hoe men met elkaar omgaat.
Hoewel veel aangiften niet tot verder onderzoek leiden zoals bijvoorbeeld bij alleen materiële schade, gebruiken lokale autoriteiten de aangiften om preventieve maatregelen te nemen. Hierbij valt de denken aan: extra surveillance, specifieke controles op foutparkeren of het herinrichten van een verkeersweg.